# Шива, Вандана
Вандана Шива (англ. Vandana Shiva, род. 5 ноября 1952 года) — индийский философ, экоактивистка, антиглобалистка и экофеминистка.
Шива проживает в настоящее время в Дели, является автором более 20 книг и более 500 статей в ведущих научных и технических журналах. Образование: бакалавр по физике, магистр искусств (философия науки, диссертация «Изменение представлений о концепции периодичности света» 1977), степень доктора философии по философии в Университете Западной Онтарио, Канада, в 1978 году за докторскую диссертацию «Скрытые параметры и локальности в квантовой теории» (англ. Hidden variables and locality in quantum theory), посвященный философским основам квантовой механики.
Она является одним из лидеров и членов правления Международного форума по глобализации (вместе с Джерри Мандером, Эдвардом Голдсмитом, Ральфом Нейдером, Джереми Рифкином и др.) и участником глобального движения солидарности, известного как альтерглобализм. Выступает за целесообразность многих видов традиционной практики, как это видно из её интервью в Ведической экологии (англ. Vedic Ecology) (издательство Ranchor Prime), которая опирается на ведическое наследие Индии. Она является членом научного комитета Фонда IDEAS.
Шива сделала важный вклад в развитие Женской организации по окружающей среде и развитию.
Была удостоена Азиатской премии культуры Фукуока (2012) и «За правильный образ жизни» в 1993 году, MIDORI Prize (2016).
Журнал Time назвал доктора Шиву экологической «героиней» в 2003 году.

## Критика
Взгляды и высказывания Ванданы Шивы подвергаются критике со стороны научного сообщества. Знаменито её заявление, что распространение ГМ-хлопка в Индии вызвало волну самоубийств среди фермеров. «270,000 индийских фермеров покончили жизнь самоубийством с тех пор, как корпорация Монсанто пришла на индийский рынок семян. Это геноцид!» Однако это утверждение было подробно рассмотрено в статье «Case studies: A hard look at GM crops» в журнале Nature. Статистический анализ показал, что количество самоубийств в среде фермеров — величина, практически никак не связанная с присутствием Монсанто на рынке. (А сравнительный анализ можно трактовать и так, что корреляция отрицательная, то есть количество самоубийств снизилось). Также этому случаю была посвящена статья в журнале New Yorker, в которой автор заметил, что «абсолютизм Шивы в суждениях о ГМО заводит её в странные направления».
В западной прессе Шиву называют луддитом. «Если что-то — новшество, она будет против», — написал научный журналист Рональд Бейли.
Кроме того, пресса замечает, что Шива использует образ «защитницы бедных», при том, что её собственные гонорары за публичные выступления составляют десятки тысяч долларов.

### Золотой рис
Шива также выступает против Золотого риса, который, по мнению учёных, может спасти миллионы индийских детей от слепоты и облегчить дефицит витамина A более, чем у 250 миллионов жителей развивающихся стран.
Однако неприятие Золотого риса у Шивы вызывает не его действие, а именно сама технология производства риса. «К сожалению рис с витамином A — это обман, который только привносит непроверенную, ненужную и опасную технологию! Золотой рис не решение, а рецепт для создания голода…»
На что директор Консультативной группы по международным сельскохозяйственным исследованиям Исмаил Серагельдин возразил: «Вы хотите, чтобы от 2 до 3 миллионов детей слепли ежегодно и ещё миллион умирал от недостатка витамина A только потому, что вы не согласны с тем, как Золотой рис был создан?» В 2013 году в отчёте «Экономическая сила оппонентов Золотого риса» экономисты из Университета Мюнхена и Калифорнийского университета подсчитали, что отсутствие Золотого риса в Индии послужило причиной смерти более 1,4 миллиона человек в год на протяжении последнего десятилетия.